# Gran Premio Miguel Indurain 2017
Il Gran Premio Miguel Indurain 2017, sessantunesima edizione della corsa e diciannovesima con questa denominazione, valevole come evento dell'UCI Europe Tour 2017 categoria 1.1, si svolse il 1º aprile 2017 su un percorso di 186 km, con partenza da Estella e arrivo alla Basilica de Puy, in Spagna. La vittoria fu appannaggio del britannico Simon Yates, che completò la gara in 4h34'01", alla media di 40,727 km/h, precedendo il canadese Michael Woods e il colombiano Sergio Henao.
Sul traguardo di Basilica de Puy 72 ciclisti, su 135 partenti, portarono a termine la competizione.

## Squadre e corridori partecipanti
| N.    | Cod. | Squadra                       |
| ----- | ---- | ----------------------------- |
| 1-8   | MOV  | Movistar Team                 |
| 11-18 | SKY  | Team Sky                      |
| 21-28 | CDT  | Cannondale-Drapac             |
| 31-38 | KAT  | Team Katusha-Alpecin          |
| 41-48 | ORS  | Orica-Scott                   |
| 51-58 | CJR  | Caja Rural-Seguros RGA        |
| 61-68 | ICA  | Israel Cycling Academy        |
| 71-78 | BUR  | Burgos-BH                     |
| 81-88 | EUS  | Euskadi Basque Country-Murias |

| N.      | Cod. | Squadra                           |
| ------- | ---- | --------------------------------- |
| 91-98   | ESP  | Spagna                            |
| 101-108 | KWC  | Kuwait-Cartucho.es                |
| 111-118 | TAV  | Sporting Clube de Portugal/Tavira |
| 121-128 | W52  | W52-FC Porto                      |
| 131-138 | RPB  | Rádio Popular-Boavista            |
| 141-148 | RBR  | Rietumu Banka-Riga                |
| 151-158 | DCT  | Inteja Dominican Cycling Team     |
| 161-168 | BOL  | Equipo Bolivia                    |

## Ordine d'arrivo (Top 10)
| Pos. | Corridore       | Squadra     | Tempo    |
| ---- | --------------- | ----------- | -------- |
| 1    | Simon Yates     | Orica-Scott | 4h34'01" |
| 2    | Michael Woods   | Cannondale  | a 23"    |
| 3    | Sergio Henao    | Team Sky    | s.t.     |
| 4    | Carlos Verona   | Orica-Scott | a 26"    |
| 5    | Marc Soler      | Movistar    | a 28"    |
| 6    | Vasil' Kiryenka | Team Sky    | a 58"    |
| 7    | Rubén Fernández | Movistar    | a 1'44"  |
| 8    | Gorka Izagirre  | Movistar    | s.t.     |
| 9    | Damien Howson   | Orica-Scott | a 2'56"  |
| 10   | Toms Skujiņš    | Cannondale  | a 3'50"  |